# Brandon Williams (politico)
Brandon McDonald Williams (Dallas, 22 maggio 1967) è un politico statunitense, membro della Camera dei Rappresentanti per lo stato di New York dal 2023 al 2025.

## Biografia

### Vita personale
Nato a Dallas, Brandon Williams è figlio di James McDonald "Don" Williams, avvocato aziendale ed attivista per l'uguaglianza sociale e l'antirazzismo. Don Williams fondò nel 1995 la Foundation for Community Empowerment, attiva nella rigenerazione urbana della zona sud di Dallas. In seguito alle proteste per la morte di George Floyd, Don Williams ed altri imprenditori della zona stilarono un piano d'azione in otto punti che prevedeva, tra le altre cose, l'aumento del salario minimo, il divieto di strangolamento da parte delle forze dell'ordine e l'espansione di Medicaid in Texas. Brandon Williams dichiarò di non condividere le visioni politiche di suo padre, ma di apprezzare il suo impegno per gli indigenti della città di Dallas.
Dopo il diploma, Brandon si iscrisse alla Baylor University, per poi trasferirsi l'anno seguente all'Università Pepperdine. Mentre era ancora studente, svolse un'esperienza di volontariato in Africa con World Vision International, contraendo la malaria. Dopo aver preso un semestre di pausa per rimettersi fisicamente, andò a studiare orientalistica all'Università di Harvard. Nel 1990 portò a termine gli studi in arti liberali presso la Pepperdine.
Nel 1991, si arruolò in marina e prestò servizio sul sottomarino USS Georgia. Lasciò la marina nel 1996 con il grado di tenente. Successivamente, conseguì un MBA presso la Wharton School of the University of Pennsylvania. Lavorò nel settore del venture capital, fondò una startup e svolse il ruolo di amministratore delegato per la società di software CPLANE. Nel 2008, acquistò insieme alla moglie Stephanie una fattoria di 67 acri nella contea di Cayuga, avviando un'azienda agricola che si occupa di api, lavanda e tartufo.

### Carriera politica

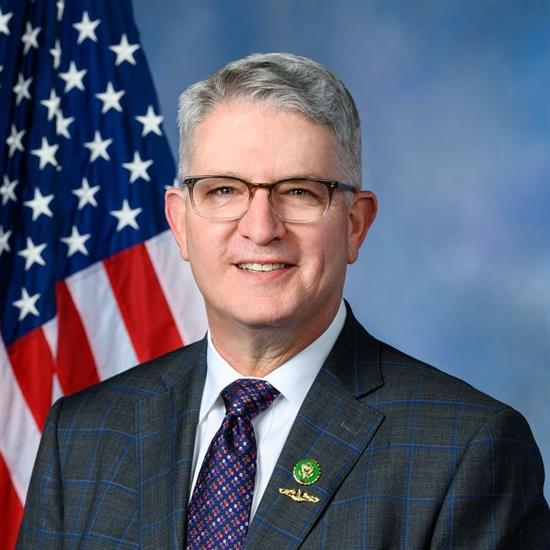
Ritratto ufficiale di Brandon Williams

Nel 2022 si candidò alla Camera dei Rappresentanti con il Partito Repubblicano per un distretto congressuale riconfigurato. La residenza di Williams era nel territorio compreso nel distretto per cui si era candidata la deputata Claudia Tenney; per evitare di affrontarla nelle primarie, Williams concorse in un seggio che rappresentava una porzione di territorio in cui non viveva e il gesto fu motivo di critiche.
Nel distretto per cui Williams si era candidato, il deputato in carica era John Katko, il quale aveva annunciato il proprio ritiro dalla politica; Williams criticò la scelta di Katko di votare a favore dell'impeachment per Donald Trump e lo definì un RINO. I sostenitori di Katko appoggiarono pubblicamente nelle primarie Steven Wells, un funzionario locale del partito che aveva perso contro Claudia Tenney nelle primarie del 2016 e che era considerato il favorito del partito; Wells ottenne anche il sostegno dichiarato della deputata Elise Stefanik. Gli avversari di Williams cercarono di dipingerlo come un milionario fuori dal mondo, attaccandolo perché viveva in una fattoria di tartufi. Tuttavia, in quella che venne considerata una sorpresa elettorale, Williams sconfisse Wells nelle primarie e divenne il candidato ufficiale del partito.
L'avversario democratico di Williams fu Francis Conole, anche lui veterano della marina. La sfida fu molto combattuta e in campagna elettorale i due candidati si affrontarono duramente. Williams ottenne il sostegno di Elise Stefanik e di Steve Scalise, mentre continuò a non ricevere il supporto di Katko. Alla fine, Williams prevalse su Conole con un margine di appena l'1,5%.

### Posizioni politiche
Ideologicamente, Williams è definito un conservatore. Definì "l'ideologia socialista" la minaccia principale degli Stati Uniti. Sostenne l'istruzione domiciliare e i voucher scuola. Asserì che si sarebbe opposto a qualsiasi tentativo di limitare o eliminare l'accesso alle armi da fuoco, inoltre si espresse a favore del muro di Trump al confine col Messico. Si schierò contro l'aborto e affermò che l'applicazione di restrizioni all'interruzione di gravidanza dovrebbero essere lasciate alla libertà dei singoli stati.
Fu uno dei deputati repubblicani a condannare pubblicamente la condotta del collega George Santos, chiedendone le dimissioni.
Un'analisi di LegiStorm evidenziò che l'ufficio di Williams avesse il terzo tasso di turnover più alto della Camera. Fu fatto trapelare inoltre un video di uno scontro acceso tra Williams e il suo capo di gabinetto Michael Gordon in occasione di una festa di Natale del 2023.